# Olcella punctifrons
Olcella punctifrons är en tvåvingeart som först beskrevs av Becker 1912.  Olcella punctifrons ingår i släktet Olcella och familjen fritflugor. Inga underarter finns listade i Catalogue of Life.